# Hot dog
A hot dog virsliből és úgynevezett hot dog kifliből álló, melegen felszolgált étel. A főtt virslit puha, félbevágott vagy lyukasztott hot dog kiflibe helyezik és általában mustárt tesznek a tetejére. Mustár helyett sokféle szószt (majonéz, ketchup, csiliszósz) vagy felvágott zöldségeket, savanyúságot is tehetnek a virsli mellé a kiflibe.

## Története
A hot dog eredete vitatott, többféle elmélet is létezik a származását tekintve. A legnépszerűbb elméletek szerint Amerikában a bécsi wienerwurst és a frankfurti frankfurter sausage „dachshund” (kis kutya) néven kezdték el árusítani valószínűleg német bevándorlók, mivel a különféle virsli- és kolbászfajták leginkább a német konyhára jellemzőek. 1867-ben egy német hentes, Charles Feltman megnyitotta New York első hotdog-standját.
A hot dog név legkorábbi említése 1893-ból származik, a Knoxville Journal egyik cikke említi ezen a néven.

## Az USA-ban
Az Amerikai Egyesült Államokban rendkívüli népszerűségnek örvend a hot dog, a National Hot Dog & Sausage Council adatai szerint 2008. december 30-ig több mint 1,6 milliárd darabot adtak el az üzletekben, míg az amerikaifutball-mérkőzések közben több mint 21 millió darab fogy évente. A három legnagyobb hotdog-fogyasztó város New York, Los Angeles és Baltimore; New Yorkban több mint 107 millió dollár értékben fogyott hot dog 2008-ban.

## Hot dog a kultúrában
- Hot Dog – Led Zeppelin-dal
- Hot Dog – Limp Bizkit-dal
- Hot Dog – Shakin' Stevens-dal
- Hot Dog Twist (Twistin’ at the Hot Dog Stand) – a Made in Hungaria filmmusical egyik dala[6]
- Hot Dog – 1984-es film
- Hot Dog – 2002-es svéd film